# Amatori Bari
Amatori Bari – żeński klub siatkarski z Włoch. Został założony w 1968 w mieście Bari.

## Sukcesy
- Puchar CEV:
  -  1983/1984
- Mistrzostwo Włoch:
  -  1978/1979
- Puchar Włoch:
  -  1987/1988